# François Joseph Bouvet
Pour les articles homonymes, voir Bouvet.
François Joseph, baron Bouvet de Précourt, né le 23 avril 1753 à Lorient, mort le 20 juillet 1832 à Brest, est un officier de marine français des XVIIIe et XIXe siècles, vice-amiral et préfet maritime.

## Biographie

### Origines et jeunesse
Fils de René Joseph Bouvet de Précourt (en), capitaine au service de la Compagnie des Indes orientales, il prend la mer pour la première fois avec son père à l'âge de douze ans à bord du Villevault en 1765. En 1780, Bouvet participe à la fameuse campagne de 1781–1783 dans les Indes orientales sous les ordres du bailli de Suffren. Il est promu lieutenant de vaisseau en 1785.

### Carrière dans la Marine
Lorsque la Révolution éclate en France, il se range du côté des républicains. En 1790, il devient sous-officier à bord du Prudence. La même année, il est promu capitaine de vaisseau et reçoit le commandement de L'Audacieux (80) dans la première grande flotte armée par la République. En 1793, il est fait contre-amiral, et nommé à la tête de la seconde escadre de la flotte à Brest, qui combat lors de la Bataille du 13 prairial an II, en 1794, contre la flotte de Lord Howe.
Jusqu'à la fin 1796, il continua à la tête d'une escadre française patrouillant dans la Manche. En décembre de la même année, on lui confia, en remplacement de Vence, une division de la flotte qui fut envoyée à Brest pour tenter d'emmener le général Hoche avec un corps expéditionnaire dans le sud de Irlande. La tempête frappe de plein fouet la flotte français dès qu'elle quitte Brest. Bouvet, qui se retrouve au matin du 17 décembre séparé avec neuf autres bateaux du reste de la flotte, ouvre ses ordres secrets, et découvre qu'il devait se rendre à Mizen Head. Il fait un détour pour éviter les patrouilles britanniques. Le 21 décembre il arrive à Dursey Island (en) à l'entrée de Bantry Bay. Le 24 décembre, il mouille près de Bear Island avec une partie de sa flotte. Le mauvais temps autour de Bantry Bay l'empêchant de faire débarquer ses troupes sur la terre ferme. Le soir du 25 décembre la tempête augmente encore d'intensité à tel point que la frégate Immortalité dans laquelle Bouvet avait stocké son drapeau, est emportée au large. Le vent diminua le 29 décembre, mais Bouvet, convaincu qu'aucun des bateaux de son escadre ne pourraient garder le mouillage dans la baie, décide de rentrer à Brest qu'il atteint le 1er janvier 1797.
Son mérite, lors de cette expédition malheureuse, par rapport à ses collègues est l'énergie considérable qu'il dépense contrairement à eux. Cependant, il eut tort de penser que les navires ne pourraient pas mouiller à Bantry Bay. Le gouvernement, déçu par son retour précipité à Brest, lui retire son commandement peu après. Il est contraint d'ouvrir une école pour gagner de quoi vivre. Napoléon le rappelle au service, et lui confie une escadre de deux navires de ligne et quatre frégates pour occuper la Guadeloupe après la paix d'Amiens, à bord du Redoutable. 
En 1803, il est nommé chef militaire du port de Brest, et plus tard, en 1813, préfet maritime de Brest. En juillet 1814, à la première Restauration, il est fait baron par Louis XVIII. 
Promu vice-amiral en 1816, il est à nouveau préfet maritime de Lorient, avant de prendre sa retraite en novembre 1817. Il meurt en 1832.